# Eric Sock
Eric Sock (* 22. September 1990 in Lincoln, Nebraska) ist ein ehemaliger US-amerikanischer Tennisspieler.

## Karriere
Eric Sock studierte zwischen 2009 und 2013 an der University of Nebraska-Lincoln das Studienfach Business Administration und spielte im dortigen Collegeteam College Tennis.
Sock schaffte auf der Profitour weder die Qualifikation für ein Turnier auf der zweitklassigen ATP Challenger Tour noch auf der ATP World Tour.
Zu seinem Debüt und zugleich einzigen Match auf der World Tour kam er mit einer Wildcard in Atlanta. Gemeinsam mit seinem Bruder Jack Sock spielte er im Hauptfeld des Doppels, unterlag jedoch gleich in der ersten Runde gegen Chung Hyeon und Jeevan Nedunchezhiyan in zwei Sätzen. Seitdem spielte er keine weiteren Matches.

## Privates
Bei Sock, dessen jüngerer Bruder Jack deutlich erfolgreicher auf der Profitour unterwegs ist, wurde 2015 das Lemierre-Syndrom diagnostiziert. Nachdem er zu Beginn über Halsschmerzen klagte, erfolgte die Behandlung erst im akuten Stadium der Krankheit, sodass er über eine Woche auf die Unterstützung eines Beatmungsgerätes angewiesen war.